# 1985-ös magyar tekebajnokság
Az 1985-ös magyar tekebajnokság a negyvenhetedik magyar bajnokság volt. A bajnokságot május 11. és 12. között rendezték meg Budapesten, a férfiakét a Hotel Stadion pályáján, a nőkét a Hotel Stadion és a BKV Előre pályáján.

## Eredmények
| Versenyszám  | Arany                                                                | Arany | Ezüst                                              | Ezüst | Bronz                                                                 | Bronz |
| ------------ | -------------------------------------------------------------------- | ----- | -------------------------------------------------- | ----- | --------------------------------------------------------------------- | ----- |
| Férfi egyéni | Csányi Béla Ferencvárosi TC                                          | 1929  | Németh Lajos Sabaria SE                            | 1866  | Mráz László Győri Richards                                            | 1824  |
| Férfi páros  | Csányi Béla, Mráz László Ferencvárosi TC, Győri Richards             | 1888  | Rákos József, Madák Pál BKV Előre                  | 1786  | Németh Lajos, Milisits Ferenc Sabaria SE, Szombathelyi Spartacus Styl | 1769  |
| Női egyéni   | Vidács Györgyné Szegedi EOL AK                                       | 846   | Lőrinczné Naschitz Katalin DÉLÉP SC                | 843   | Szoboszlai Lászlóné Győri Lenszövő                                    | 821   |
| Női páros    | Gyömörei Zoltánné, Horváth Károlyné Győri Lenszövő, Zalaegerszegi TE | 831   | Ohátné Szombathelyi Erzsébet, Kórász Anna DÉLÉP SC | 828   | Tompa Györgyné, Vidács Györgyné Szegedi EOL AK                        | 816   |